# Zimin
Zimin – wieś w Polsce położona w województwie wielkopolskim, w powiecie poznańskim, w gminie Kleszczewo.
W latach 1975–1998 miejscowość administracyjnie należała do województwa poznańskiego.